# 三枝夕夏 IN db
三枝夕夏 IN db（さえぐさゆうか・イン・デシベル）は、日本の男女4人組バンド。2002年結成。所属していた芸能事務所はAding。所属していたレコード会社はビーイング傘下のGIZA studio。かつての公式ファンクラブは「qp」。2010年解散。

## メンバー
| 名前       | パート                         | 在籍期間        |
| ---------- | ------------------------------ | --------------- |
| 三枝夕夏   | ボーカル、コーラス、作詞、作曲 | 2002年 - 2010年 |
| 岩井勇一郎 | ギター、コーラス、作曲         | 2003年 - 2010年 |
| 大藪拓     | ベース、マニピュレーター       | 2003年 - 2010年 |
| 車谷啓介   | ドラムス                       | 2003年 - 2010年 |

## 来歴
- 2002年4月頃よりThe MUSIC 272のCMで「夏にお会いしましょう」という三枝夕夏のメッセージと共に「db（デシベル）」を紹介する告知のオンエアーが始まる。具体的なCDリリースの告知では無かったため、異例の告知であった。BGMは『Whenever I think of you』。
- 同時期に、The MUSIC 272や地方局でオンエアーされていた「GIZA station」にて、PVがオンエアーされ、テロップで「db（デシベル）」は三枝夕夏と徳永暁人を中心とする3人組と紹介されている。
- 2002年6月12日、アーティスト名が「db（デシベル）」から「三枝夕夏 IN db」に変更となった。ジャケットも「db（デシベル）」名義から「三枝夕夏 IN db」名義に変更となり、写真も変更された。発売のシングル『Whenever I think of you』でデビュー。メンバー2名の「制作活動に専念したい」という意向により、「db」は『音楽制作プロジェクト』を指す言葉となり、三枝のソロプロジェクトとしてのデビューとなった[2]。
- 2003年5月8日、hills パン工場にて毎週木曜日に行われるTHURSDAY LIVE（2008年5月現在はSATURDAY LIVEに名称変更）に初出演。以後、同ライブにコンスタントに出演することとなる。また、このライブにサポートとして参加した車谷等とバンドを結成するきっかけにもなった。このライブはオリジナル曲ばかりではなく、洋楽オールディーズ等をカヴァー演奏しており、『VENUS』は彼等の定番曲になっている。また、ここでのライブをきっかけに、三枝夕夏 IN dbライブの定番となる「デシデシコール」が生まれた[3]。他にも、当ライブハウスをテーマにした『Everybody Jump』（16thシングル・2006年）をリリースするなど、彼等も当ライブハウスを「ホームグラウンド」と自認している。
- 2003年10月29日発売の6thシングル『君と約束した優しいあの場所まで』 が、オリコンウィークリーシングルランキングで初登場8位となり、スマッシュヒットを記録した。また、同曲より「db」のメンバーとして岩井・大藪・車谷の3人がバンドメンバーとして加入し、4人編成バンドとして再出発することとなった。
- 2004年の8月-10月にかけて『へこんだ気持ち 溶かすキミ』『笑顔でいようよ』『いつも心に太陽を』の3タイトルを連続リリースすると共に、9月26日・30日に行われた自身初のワンマンライヴ『one 1 Live』を成功させる。
- 2004年に愛知県警が歌詞を公募して企画した「進めよう!安全なまちづくりイメージソング」の歌手として、地元出身の三枝が起用された。そのイメージソング『Hand to Hand』は2ndアルバムに収録されている。2005年6月に三枝が同県警中警察署の一日警察署長を務めた。
- 2005年11月に13thシングル『君の愛に包まれて痛い』の発売を記念して催されたインストア・ライブにて、延べ4,000人のオーディエンスを動員した。うち、秋葉原で行われたライブは、日曜日ということもあって3,000人のオーディエンスを集め、あまりの人の多さに急遽パトカーが出動する事態となり、彼女たちの知名度を上げる機会となった[4]。
- 2006年7月、日本武道館で開催された『Animelo Summer Live 2006 -OUTRIDE-』に出演。8月には2度目のワンマンライブ『CHOCO II （ちょこっ）と LIVE』を成功させ、11月に追加公演を行った。追加公演では、東京と大阪に加え、三枝の出身地である名古屋での初ライブを行い、故郷に錦を飾った。
- 2007年6月6日に、デビュー5周年を記念したベストアルバムを発売し、オリコンアルバムランキングで、ウィークリーチャートでシングル・アルバムを通じて自己最高位となる初登場5位となる好セールスを記録した。また、6月9日・10日には大阪と名古屋で5周年記念のワンマンライブを成功させた。8月4日には、東京で追加公演を行った。
- 2009年10月20日、バンド解散を発表、2010年1月の東名阪ツアーをもって活動終了。三枝はアーティスト活動を離れることになっているため、事実上引退となるが、dbのメンバーは引き続きアーティスト活動を行う。
- 2022年6月12日、デビュー20周年を記念し、オフィシャルYouTubeチャンネルにて全シングルのミュージックビデオを公開。また同年7月7日より各サブスク、ダウンロード配信サイトにて、全シングル、アルバム作品の配信解禁が発表された[5]。

## 音楽
- 楽曲提供については、主に大野愛果、小澤正澄、徳永暁人など、ビーイング系の作曲家が担当しているが、10thシングル『いつも心に太陽を』では三枝夕夏が作曲も担当し、16thシングル『Everybody Jump』では岩井勇一郎が作曲を担当した。3rdアルバム『U-ka saegusa IN db III』では三枝夕夏が作曲を6曲担当し、17thシングル『太陽』以降は三枝夕夏が作曲した曲がシングルになることも多くなっていた。
- New Cinema 蜥蜴のカバー曲も発表しているが、これは岩井・車谷が同バンドのメンバーであったためである。

## ディスコグラフィ

### シングル
|                    | 発売日             | タイトル                                                 | 規格               | 規格品番                | オリコン           | 初収録アルバム                                         |                    |                    |                    |
| ソロプロジェクト期 | ソロプロジェクト期 | ソロプロジェクト期                                       | ソロプロジェクト期 | ソロプロジェクト期      | ソロプロジェクト期 | ソロプロジェクト期                                     | ソロプロジェクト期 | ソロプロジェクト期 | ソロプロジェクト期 |
| ------------------ | ------------------ | -------------------------------------------------------- | ------------------ | ----------------------- | ------------------ | ------------------------------------------------------ | ------------------ | ------------------ | ------------------ |
| 1st                | 2002年6月12日      | Whenever I think of you                                  | CD                 | GZCA-2041               | 41位               | Secret&Lies                                            |                    |                    |                    |
| 2nd                | 2002年8月28日      | It's for you                                             | CD                 | GZCA-2049               | 20位               | Secret&Lies                                            |                    |                    |                    |
| 3rd                | 2002年11月6日      | Tears Go By                                              | CD                 | GZCA-7001               | 24位               | Secret&Lies                                            |                    |                    |                    |
| 4th                | 2003年6月18日      | CHU☆TRUE LOVE                                            | CD                 | GZCA-7020               | 20位               | 三枝夕夏 IN db 1st 〜君と約束した優しいあの場所まで〜  |                    |                    |                    |
| 5th                | 2003年8月20日      | I can't see, I can't feel                                | CD                 | GZCA-7029               | 36位               | 三枝夕夏 IN db 1st 〜君と約束した優しいあの場所まで〜  |                    |                    |                    |
| 4人組バンド編成期  |                    |                                                          |                    |                         |                    |                                                        |                    |                    |                    |
| 6th                | 2003年10月29日     | 君と約束した優しいあの場所まで                           | CD                 | GZCA-7034               | 8位                | 三枝夕夏 IN db 1st 〜君と約束した優しいあの場所まで〜  |                    |                    |                    |
| 7th                | 2004年3月3日       | 眠る君の横顔に微笑みを                                   | CD+DVD             | GZCA-7042（初回限定盤） | 12位               | U-ka saegusa IN db II                                  |                    |                    |                    |
| 7th                | 2004年3月3日       | 眠る君の横顔に微笑みを                                   | CD                 | GZCA-7046（通常盤）     | 12位               | U-ka saegusa IN db II                                  |                    |                    |                    |
| 8th                | 2004年8月11日      | へこんだ気持ち 溶かすキミ                                | CD+DVD             | GZCA-4008（初回盤）     | 14位               | U-ka saegusa IN db II                                  |                    |                    |                    |
| 8th                | 2004年8月11日      | へこんだ気持ち 溶かすキミ                                | CD                 | GZCA-4009（通常盤）     | 14位               | U-ka saegusa IN db II                                  |                    |                    |                    |
| 9th                | 2004年9月15日      | 笑顔でいようよ                                           | CD+DVD             | GZCA-4013（初回盤）     | 12位               | U-ka saegusa IN db II                                  |                    |                    |                    |
| 9th                | 2004年9月15日      | 笑顔でいようよ                                           | CD                 | GZCA-4014（通常盤）     | 12位               | U-ka saegusa IN db II                                  |                    |                    |                    |
| 10th               | 2004年10月13日     | いつも心に太陽を                                         | CD                 | GZCA-4024               | 16位               | U-ka saegusa IN db II                                  |                    |                    |                    |
| 11th               | 2005年2月16日      | 飛び立てない私にあなたが翼をくれた                       | CD                 | GZCA-4033               | 24位               | U-ka saegusa IN db III                                 |                    |                    |                    |
| 12th               | 2005年6月15日      | ジューンブライド 〜あなたしか見えない〜                  | CD                 | GZCA-4043               | 12位               | U-ka saegusa IN db III                                 |                    |                    |                    |
| 13th               | 2005年11月16日     | 君の愛に包まれて痛い                                     | CD                 | GZCA-4052               | 20位               | U-ka saegusa IN db III                                 |                    |                    |                    |
| 14th               | 2006年2月15日      | 愛のワナ                                                 | CD                 | GZCA-4060               | 36位               | U-ka saegusa IN db III                                 |                    |                    |                    |
| 15th               | 2006年5月24日      | Fall in Love                                             | CD                 | GZCA-4069               | 32位               | U-ka saegusa IN db III                                 |                    |                    |                    |
| 16th               | 2006年7月12日      | Everybody Jump                                           | CD                 | GZCA-4074               | 40位               | U-ka saegusa IN db III                                 |                    |                    |                    |
| 17th               | 2006年9月20日      | 太陽                                                     | CD                 | GZCA-7078（初回限定盤） | 13位               | 三枝夕夏 IN d-best 〜Smile&Tears〜                     |                    |                    |                    |
| 17th               | 2006年9月20日      | 太陽                                                     | CD                 | GZCA-7079（通常盤）     | 13位               | 三枝夕夏 IN d-best 〜Smile&Tears〜                     |                    |                    |                    |
| 18th               | 2007年1月31日      | 雲に乗って                                               | CD                 | GZCA-4086（初回限定盤） | 12位               | 三枝夕夏 IN d-best 〜Smile&Tears〜                     |                    |                    |                    |
| 18th               | 2007年1月31日      | 雲に乗って                                               | CD                 | GZCA-7085（通常盤）     | 12位               | 三枝夕夏 IN d-best 〜Smile&Tears〜                     |                    |                    |                    |
| 19th               | 2007年10月31日     | 明日は明日の風の中.....夢の中/新しい自分へ変わるスイッチ | CD                 | GZCA-7098               | 37位               | U-ka saegusa IN db Final Best                          |                    |                    |                    |
| 20th               | 2008年2月27日      | 雪どけのあの川の流れのように                             | CD+DVD             | GZCA-7105（初回限定盤） | 19位               | U-ka saegusa IN db IV 〜クリスタルな季節に魅せられて〜 |                    |                    |                    |
| 20th               | 2008年2月27日      | 雪どけのあの川の流れのように                             | CD                 | GZCA-7106（通常盤）     | 19位               | U-ka saegusa IN db IV 〜クリスタルな季節に魅せられて〜 |                    |                    |                    |
| 21st               | 2008年12月10日     | 誰もがきっと誰かのサンタクロース                         | CD                 | GZCA-7130               | 39位               | U-ka saegusa IN db IV 〜クリスタルな季節に魅せられて〜 |                    |                    |                    |
| 22nd               | 2009年2月25日      | もう君をひとりにさせない                                 | CD                 | GZCA-7137               | 59位               | U-ka saegusa IN db IV 〜クリスタルな季節に魅せられて〜 |                    |                    |                    |
| 23rd               | 2009年6月3日       | いつも素顔の私でいたい                                   | CD+DVD             | GZCA-7143（初回限定盤） | 42位               | U-ka saegusa IN db IV 〜クリスタルな季節に魅せられて〜 |                    |                    |                    |
| 23rd               | 2009年6月3日       | いつも素顔の私でいたい                                   | CD                 | GZCA-7144（通常盤）     | 42位               | U-ka saegusa IN db IV 〜クリスタルな季節に魅せられて〜 |                    |                    |                    |
| 24th               | 2009年8月26日      | 夏の終りにあなたへの手紙書きとめています                 | CD                 | GZCA-7148               | 71位               | U-ka saegusa IN db IV 〜クリスタルな季節に魅せられて〜 |                    |                    |                    |

### フルアルバム
| 1st | 2003年11月19日 | 三枝夕夏 IN db 1st 〜君と約束した優しいあの場所まで〜  | CD     | GZCA-5042               | 19位 |
| 2nd | 2004年11月17日 | U-ka saegusa IN db II                                  | CD     | GZCA-5055               | 24位 |
| 3rd | 2006年9月20日  | U-ka saegusa IN db III                                 | CD+DVD | GZCA-5088（初回限定盤） | 19位 |
| 3rd | 2006年9月20日  | U-ka saegusa IN db III                                 | CD     | GZCA-5089（通常盤）     | 19位 |
| 4th | 2009年11月25日 | U-ka saegusa IN db IV 〜クリスタルな季節に魅せられて〜 | CD+DVD | GZCA-5201（初回限定盤） | 33位 |
| 4th | 2009年11月25日 | U-ka saegusa IN db IV 〜クリスタルな季節に魅せられて〜 | CD     | GZCA-5202（通常盤）     | 33位 |

### ミニアルバム
| 1st | 2003年2月5日 | Secret & Lies | CD | GZCA-5028 | 20位 |

### ベストアルバム
| 1st | 2007年6月6日  | 三枝夕夏 IN d-best 〜Smile & Tears〜 | 2CD+DVD  | GZCA-5102～5103（初回限定盤A） | 5位  |
| 1st | 2007年6月6日  | 三枝夕夏 IN d-best 〜Smile & Tears〜 | 2CD+BOOK | GZCA-5104～5105（初回限定盤B） | 5位  |
| 1st | 2007年6月6日  | 三枝夕夏 IN d-best 〜Smile & Tears〜 | 2CD      | GZCA-5106～5107（通常盤）      | 5位  |
| 2nd | 2010年1月13日 | U-ka saegusa IN db Final Best        | 2CD      | GZCA-5211〜5212                | 30位 |

### 映像作品
|                   | 発売日            | タイトル                                                 | 規格              | 規格品番          | オリコン          |                   |                   |                   |                   |
| 4人組バンド編成期 | 4人組バンド編成期 | 4人組バンド編成期                                        | 4人組バンド編成期 | 4人組バンド編成期 | 4人組バンド編成期 | 4人組バンド編成期 | 4人組バンド編成期 | 4人組バンド編成期 | 4人組バンド編成期 |
| B-VISION          | B-VISION          | B-VISION                                                 | B-VISION          | B-VISION          | B-VISION          | B-VISION          | B-VISION          | B-VISION          | B-VISION          |
| ----------------- | ----------------- | -------------------------------------------------------- | ----------------- | ----------------- | ----------------- | ----------------- | ----------------- | ----------------- | ----------------- |
| 1st               | 2003年11月19日    | U-ka saegusa IN db FILM COLLECTION VOL.1 -SHOCKING BLUE- | DVD               | ONBD-7030         |                   |                   |                   |                   |                   |
| 2nd               | 2005年2月16日     | U-ka saegusa IN db [one 1 Live]                          | DVD               | ONBD-7048         |                   |                   |                   |                   |                   |
| 3rd               | 2005年9月21日     | U-ka saegusa IN db FILM COLLECTION VOL.2                 | DVD               | ONBD-7056         | 37位              |                   |                   |                   |                   |
| 4th               | 2006年11月1日     | U-ka saegusa IN db "CHOCO II とLIVE"                     | DVD               | ONBD-7072         | 22位              |                   |                   |                   |                   |
| GIZA studio       |                   |                                                          |                   |                   |                   |                   |                   |                   |                   |
| 5th               | 2008年2月27日     | 三枝夕夏 IN d-best LIVE 〜Smile & Tears〜                | DVD               | GZBA-8002         | 27位              |                   |                   |                   |                   |
| 6th               | 2008年6月11日     | U-ka saegusa IN db FILM COLLECTION VOL.3                 | DVD               | GZBA-8004         | 20位              |                   |                   |                   |                   |
| 7th               | 2010年4月21日     | U-ka saegusa IN db -FINAL LIVE TOUR 2010-                | 2DVD              | GZBA-8010〜8011   | 65位              |                   |                   |                   |                   |

### タイアップ一覧
| 楽曲                                     | タイアップ                                                       | 収録作品                                                             |
| ---------------------------------------- | ---------------------------------------------------------------- | -------------------------------------------------------------------- |
| Whenever I think of you                  | テレビ東京系アニメ『天使な小生意気』エンディングテーマ           | シングル『Whenever I think of you』                                  |
| It's for you                             | テレビ東京系アニメ『天使な小生意気』エンディングテーマ           | シングル『It's for you』                                             |
| Tears Go By                              | テレビ東京系アニメ『天使な小生意気』エンディングテーマ           | シングル『Tears Go By』                                              |
| CHU☆TRUE LOVE                            | 日本テレビ系『汐留スタイル!』Stylish Play                        | シングル『CHU☆TRUE LOVE』                                            |
| CHU☆TRUE LOVE                            | 日本テレビ系『AX MUSIC-TV』MUSIC BANK                            | シングル『CHU☆TRUE LOVE』                                            |
| I can't see, I can't feel                | 日本テレビ系『AX MUSIC-TV』AX POWER PLAY #037                    | シングル『I can't see, I can't feel』                                |
| 君と約束した優しいあの場所まで           | 読売テレビ・日本テレビ系アニメ『名探偵コナン』オープニングテーマ | シングル『君と約束した優しいあの場所まで』                           |
| Shocking Blue                            | 読売テレビ『プロの動脈。』エンディングテーマ                     | アルバム『三枝夕夏 IN db 1st 〜君と約束した優しいあの場所まで〜』    |
| 眠る君の横顔に微笑みを                   | 読売テレビ・日本テレビ系アニメ『名探偵コナン』エンディングテーマ | シングル『眠る君の横顔に微笑みを』                                   |
| へこんだ気持ち 溶かすキミ                | 日本テレビ系『TVおじゃマンボウ』エンディングテーマ               | シングル『へこんだ気持ち 溶かすキミ』                                |
| 笑顔でいようよ                           | 日本テレビ系『AX MUSIC-TV』AX POWER PLAY #067                    | シングル『笑顔でいようよ』                                           |
| いつも心に太陽を                         | CBC・TBS系『ウルトラマンネクサス』エンディングテーマ             | シングル『いつも心に太陽を』                                         |
| Hand to Hand                             | 愛知県警『進めよう!! みんなで安全なまちづくり』イメージソング    | アルバム『U-ka saegusa IN db II』                                    |
| 飛び立てない私にあなたが翼をくれた       | CBC・TBS系『ウルトラマンネクサス』エンディングテーマ             | シングル『飛び立てない私にあなたが翼をくれた』                       |
| ジューンブライド 〜あなたしか見えない〜  | 読売テレビ・日本テレビ系アニメ『名探偵コナン』エンディングテーマ | シングル『ジューンブライド 〜あなたしか見えない〜』                  |
| 君の愛に包まれて痛い                     | テレビ東京系アニメ『格闘美神 武龍』エンディングテーマ            | シングル『君の愛に包まれて痛い』                                     |
| 愛のワナ                                 | テレビ東京系アニメ『格闘美神 武龍』オープニングテーマ            | シングル『愛のワナ』                                                 |
| Fall in Love                             | テレビ東京系アニメ『格闘美神 武龍 REBIRTH』エンディングテーマ    | シングル『Fall in Love』                                             |
| Everybody Jump                           | テレビ東京系アニメ『格闘美神 武龍 REBIRTH』オープニングテーマ    | シングル『Everybody Jump』                                           |
| 太陽                                     | テレビ東京系アニメ『格闘美神 武龍 REBIRTH』エンディングテーマ    | シングル『太陽』                                                     |
| 雲に乗って                               | 読売テレビ・日本テレビ系アニメ『名探偵コナン』オープニングテーマ | シングル『雲に乗って』                                               |
| 明日は明日の風の中.....夢の中            | 日本テレビ系『業界クイズ ミニキテ!』10月度エンディングテーマ     | シングル『明日は明日の風の中.....夢の中/新しい自分へ変わるスイッチ』 |
| 明日は明日の風の中.....夢の中            | チバテレビ『MU-GEN』10月度オープニングテーマ                     | シングル『明日は明日の風の中.....夢の中/新しい自分へ変わるスイッチ』 |
| 新しい自分へ変わるスイッチ               | テレビ東京系『オシゴト交換』エンディングテーマ                   | シングル『明日は明日の風の中.....夢の中/新しい自分へ変わるスイッチ』 |
| 雪どけのあの川の流れのように             | 読売テレビ・日本テレビ系アニメ『名探偵コナン』エンディングテーマ | シングル『雪どけのあの川の流れのように』                             |
| 雪どけのあの川の流れのように             | チバテレビ『MU-GEN』2月度オープニングテーマ                      | シングル『雪どけのあの川の流れのように』                             |
| 誰もがきっと誰かのサンタクロース         | 日本テレビ系『ラリーKING』12月度エンディングテーマ               | シングル『誰もがきっと誰かのサンタクロース』                         |
| もう君をひとりにさせない                 | テレビ東京系アニメ『ゴルゴ13』エンディングテーマ                 | シングル『もう君をひとりにさせない』                                 |
| いつも素顔の私でいたい                   | 日本テレビ系『フットンダ』6月度エンディングテーマ                | シングル『いつも素顔の私でいたい』                                   |
| 夏の終りにあなたへの手紙書きとめています | 日本テレビ系『汐留☆イベント部』8月テーマソング                   | シングル『夏の終りにあなたへの手紙書きとめています』                 |

### 参加楽曲
| 発売日        | 商品名                                         | 歌 | 楽曲              | 備考                                                     |
| ------------- | ---------------------------------------------- | --- | ----------------- | -------------------------------------------------------- |
| 2002年7月17日 | GIZA studio MAI-K & FRIENDS HOTROD BEACH PARTY | MAI-K & FRIENDS | 「SURFIN' U.S.A」 | サーフミュージックをカバーしたオムニバスアルバム。       |
| 2002年7月17日 | GIZA studio MAI-K & FRIENDS HOTROD BEACH PARTY | 三枝夕夏 IN db | 「SURF CITY」     | サーフミュージックをカバーしたオムニバスアルバム。       |
| 2006年6月9日  | OUTRIDE                                        | 奥井雅美、JAM Project、水樹奈々、高橋直純、栗林みな実、米倉千尋、石田燿子、愛内里菜、ALI PROJECT、三枝夕夏 IN db、石川智晶、savage genius、KENN with The NaB's、嘉陽愛子 | 「OUTRIDE」       | 『Animelo Summer Live 2006 -OUTRIDE-』での企画シングル。 |